# Gustav Ferdinand Hennig
Gustav Ferdinand Hennig, född 7 november 1786 i Marienberg, en stad som numera hör till Erzgebirgkreis i det tyska förbundslandet Sachsen, i Tyskland, död 2 september 1853 i Kristine församling i Göteborg i Västra Götalands län, var en svensk industriidkare, grosshandlare och oljeslagare. 1849 grundade han Mölnlycke AB vid Mölndalsån vid Råda säteri utanför Göteborg. Väveriet, Mölnlycke Väfveri AB, tillverkade textilier och textilprodukter av olika slag.
Gustav Ferdinand Hennig kom till Sverige efter ett skeppsbrott vid Bohuskusten och blev sedan handlande och industriman i Göteborg. Efter att han lidit skeppsbrott på den bohuslänska kusten anlände han till Göteborg 26 år gammal och enligt legenden medförde han endast sin bibel. Han tog initiativ till Göteborgs Handelsinstitut 1826, institutet var länge landets enda i sitt slag.
Han fick hjälp av en grosshandlare Melin att studera i Tyskland och England. Vid återkomsten startade han en egen grosshandel och gifte sig i maj 1815 med Melins dotter. Efter att han gift sig öppnade han en handelsfirma och gjorde sig en förmögenhet, som investerades i gården Holma belägen där Papyrus låg. Genom sin handel blev han intresserad av textilbranschen och köpte år 1823 mark vid Mölndals vattenfall och anlade ett bomullsspinneri med garnfärgeri och en oljekvarn. Han såg möjligheterna att ta vara på vattenkraften och byggde ett spinneri på ägorna. Han uppkallade det efter sin Maria och anläggningen fick namnet Mariedahls fabriker. Nästa investering var att köpa ön Blasholmen, också den i Mölndalsströmmen och byggde där ytterligare ett bomullsspinneri vid namn Rosendahl år 1832.
Vid 61 års ålder beslöt han att sälja sina industrier och dra sig tillbaka. Efter två var han trött på sin sysslolöshet och 1849 köper han Råda Säteri och bara några dagar senare får han tillstånd att bygga en fabrik på hemmanet Mölnlycke och bygget påbörjades omedelbart. Detta var starten till Mölnlycke fabriker, som sedermera kom att ytterligare utvecklas av mågen Bruno Wendel, "Kungen av Mölnlycke". Gustav Ferdinand Henning avled 2 september 1853. "Han var en osedvanligt driftig och visionär man", enligt Historia om Råda.

## Biografi
Gustav Ferdinand var son till kyrkoherden Johann Friedrich farfar och Marie Caroline Wilhelmine Frederike Taucher. Hennig gifte sig 3 maj 1815 i Göteborgs Kristine församling med Johanna Maria Melin, född 13 maj 1795 i Göteborg och död 23 september 1873 i Göteborg. Hon var dotter till handelsmannen Johan Lorentz Melin och Sophia Helena Schagerholm.

## Anställningar
Åren omkring 1799-1806 var Hennig anställd hos Vetter & Preller i Leipzig, och åren 1806-1809 hos J.H. Böhmer & Co i Wuppertal-Elberfeld i Nordrhein-Westfalen. Därefter fick han anställning i Sverige hos J.H. Heinrich i Göteborg där han arbetade omkring 1809-1910. Efter anställningen där var han omkring 1810-1813 anställd hos Zach B. Roos i Göteborg och omkring åren 1813-1815 hos P. Dahl (Petter Dahl) i Göteborg. Zach B. Roos tillhörde de rikaste i staden Göteborg på 1700-talet.

## 1810-talet, anlade två oljeslagerier vid Mölndalsån,KvarnbynochHolmen

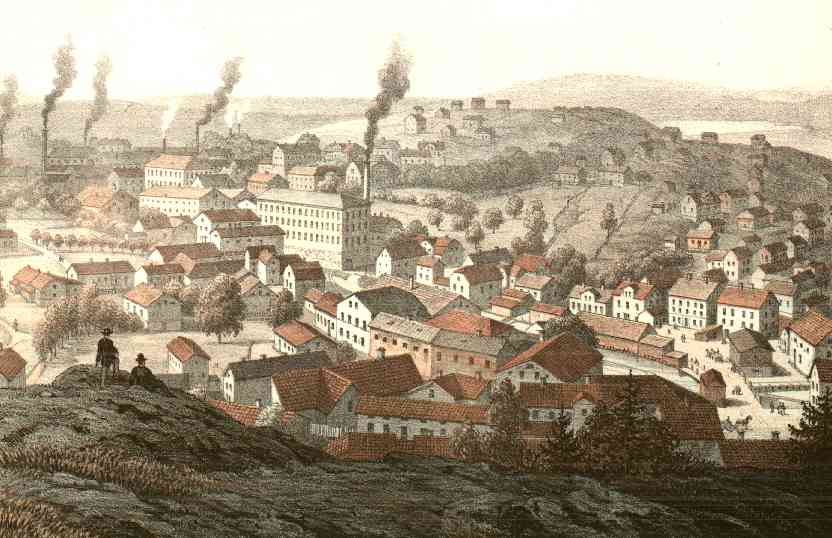
Mölndals Kvarnby år 1870. Teckning av Gustaf Pabst.

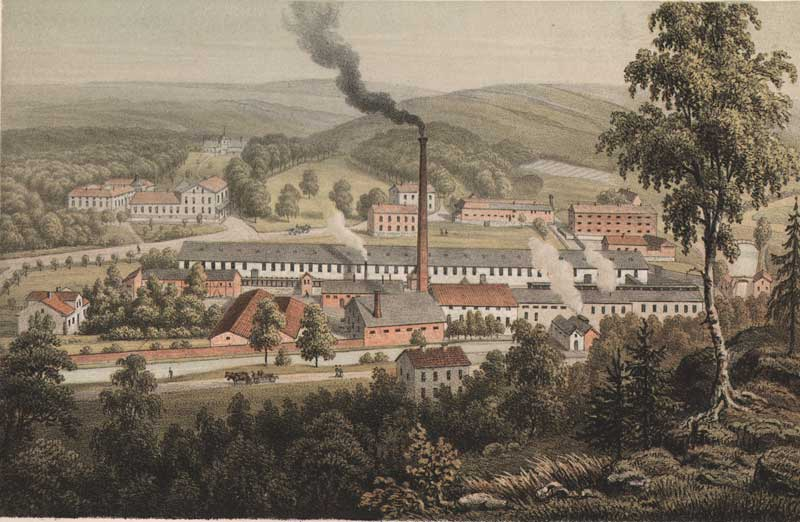
Mölnlycke Väfveri AB på 1870-talet. Teckning av Gustaf Pabst ur "Sveriges industrielle etablissementer".

### Oljeslageriet vid Mölndals Kvarnby
Enligt en tradition ska Gustaf Ferdinand ha kommit till Sverige genom ett skeppsbrott vid den bohuslänska kusten. Tillsammans med sin före detta principal, arbetsgivare eller arbetsledare, Petter Dahl (se ovan), köpte han år 1816 tillsammans med honom den så kallade biskopskvarnen (nr 10) i Mölndalsån. Mölndalsån rinner genom Härryda kommun, Mölndals kommun och Göteborgs kommun och mynnar ut i Göta älv. Året därefter, 1817, anlade han ett oljeslageri där, Kvarnbyn. Fabriken, eller oljekvarnen eller oljeslageriet, som framställde vegetabilisk olja använde sig av kvarnar och stampverk (slagverk) för att krossa de oljeförande fröna och dylikt, som man använde som råmaterial. För att utvinna olja ur exempelvis linfrö använda man oljestamp ar. Vid vattenkvarndrivna anordningar använde man stora stampar, som var gjorda av trästockar. Oljeslageriet vid Mölnsdalsån, Mölndals Kvarnby, vid Mölndalsåns fors i Mölndal, tillverkade så rikligt med linolja att det redan följande år täckte både Göteborgs och traktens behov. Hennig köpte år 1821 ett åttondels hemman vid Holmen och kvarn nr 30 i Mölndalsån. Där byggde han år 1822 ytterligare ett oljeslageri.

### 1816, ledamot i Göteborgs handelssocietet
Gustav Ferdinand Hennig vann burskap som handlande i Göteborg från 26 juli 1816 och blev ledamot av Göteborgs handelssocietet. från 31 mars 1815, och ledamot av dess styrelse åren 1821-1826.

## 1820-talet, anlade klädesfabrik, mekaniskt spinneri och väveri

### Mariedahls Fabriker på Holmen
Hennig planerade att anlägga en klädesfabrik på Holmen och år 1826 anhöll han hos Kungl. Maj:t om ett förlagslån av 10.000 riksdaler banko och om tullfri import av maskiner. Genom Sveriges myndighet för utrikeshandeln, Kommerskollegium, fick Hennig tillstånd att vid Holmen anlägga ett mekaniskt spinneri och väveri för ylle och bomull samt färgeri den 19 juni 1828. I slutet av år 1829 kom denna anläggning igång och anläggningen kallades Mariedahl. Redan året därpå fick han kollegiets tillstånd att den 14 juli 1830 överlåta hälften av anläggningen på grosshandlaren J.W. Busch från Göteborg. Den andra hälften av anläggningen pantsatte han hösten 1832 till A. Th. Garling, men inte förrän 1841 ägde den definitiva försäljningen rum.

### 1826, Hennig den drivande kraften till Göteborgs handelsinstitut

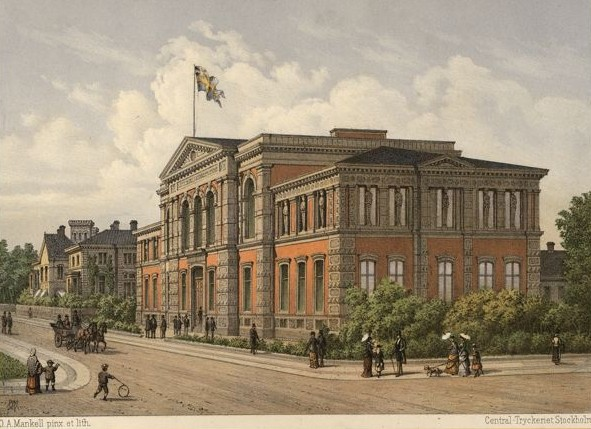
Göteborgs handelsinstitut, litografi av Otto August Mankell (1838-1885). Arkitekt var Adrian C. Peterson. Vy från Södra Larmgatan. Institutet tillkom på initiativ av Handelssocieteten (senare Handelsföreningen) i Göteborg och öppnades 30 januari 1826 med nio elever. Handelsinstitutet på Läroverksgatan stod klart 11 januari 1882.

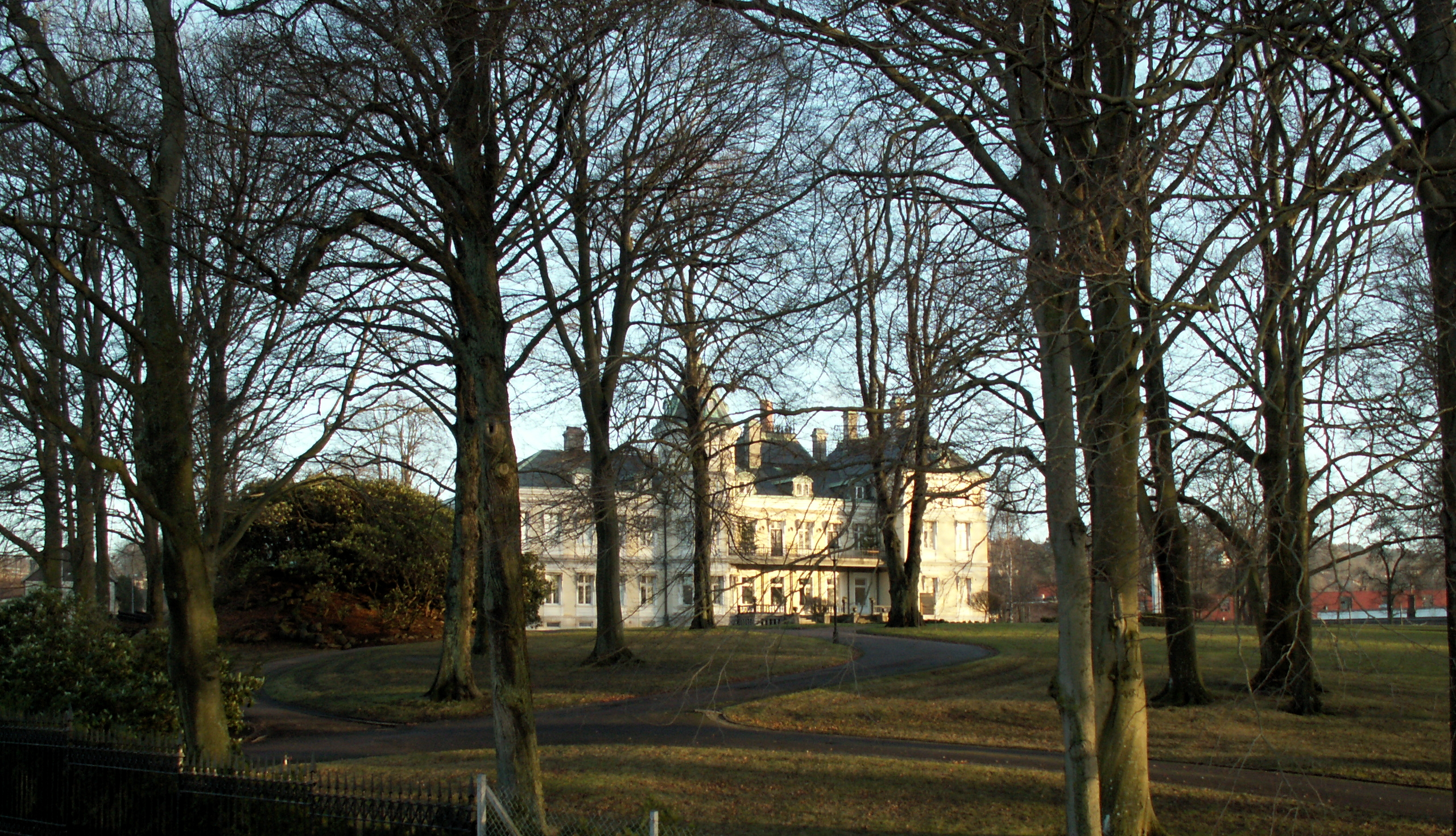
Villa Korndal i sin engelska park. Den var under större delen av 1900-talet "disponentvilla" för pappersbrukets verksamhet. Numera har villan annan ägare och ingår inte längre i pappersverksamheten.

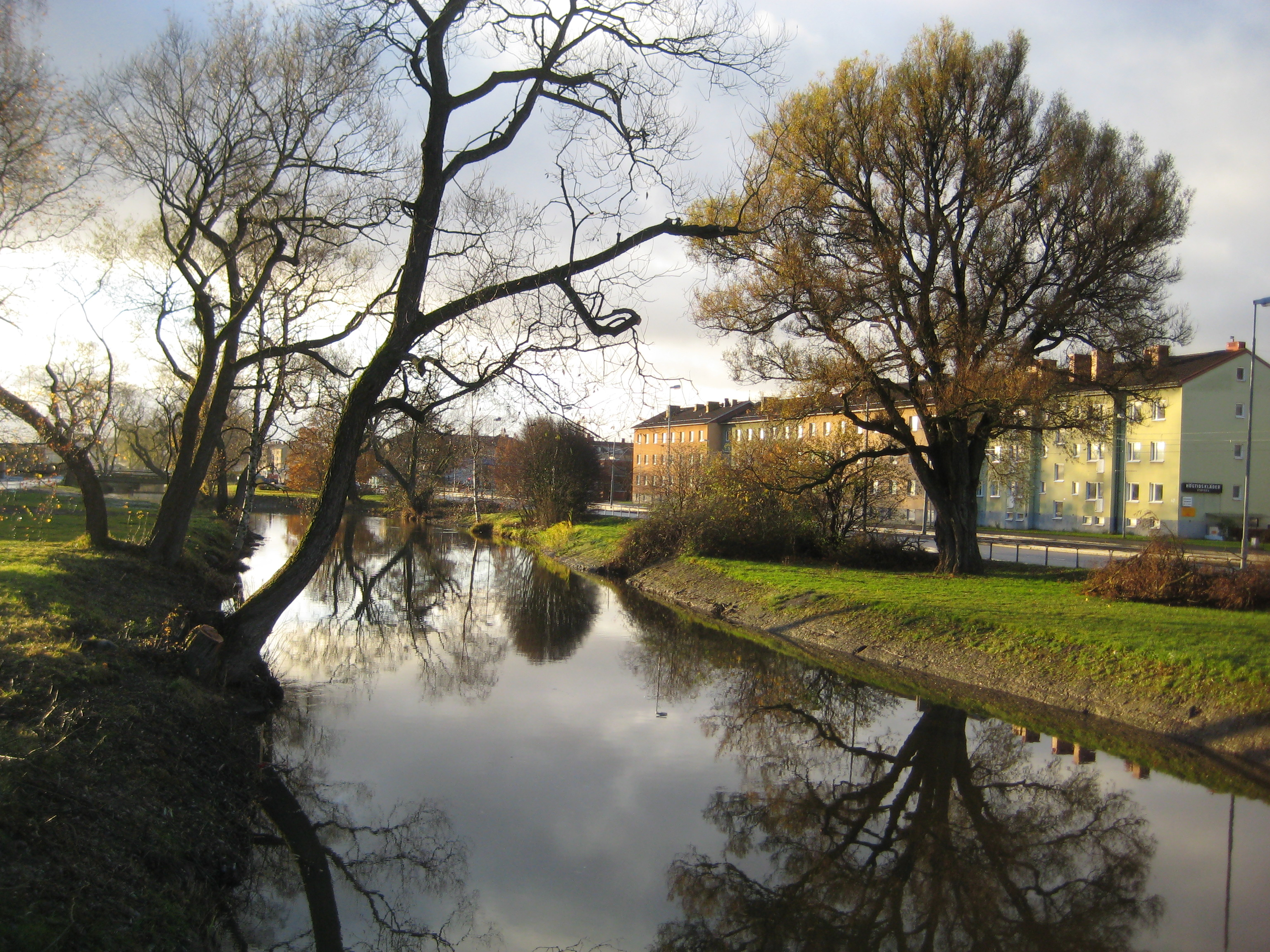
Mölndalsån vid Bosgården vid Göteborgsvägen. Vy från Lackarebäcksmotet åt sydsydöst. Foto 2007.

Villa Papyrus, "disponentvillan", där den ligger i sin "engelska park" i Mölndal. Villa Korndal eller Villa Papyrus ligger i Mölndal, strax söder om Göteborg. Villan uppfördes 1870 åt David Otto Francke efter bröderna, Axel Kumlien och Hjalmar Kumliens ritningar. David Otto Francke var entreprenören som gjorde Korndals pappersbruk till Sveriges största. Villa Korndal övergick senare i familjen Wallenbergs ägo för att därefter vara disponentbostad åt företaget Papyrus ledare. Strax före sekelskiftet gick pappersbruket i konkurs, men verksamheten upptogs av ett nybildat bolag, AB Papyrus. Papyrus byggde om anläggningen helt och installerade helt nya maskiner. Dessutom uppfördes en massafabrik.
Göteborgshistorikern Carl Rudolf A:son Fredberg skrev under åren 1919-1924 i Det gamla Göteborg följande text om Gustav Ferdinand Hennig:
"Göteborg var den första stad i riket som upprättade en allmän handelsskola, Göteborgs handelsinstitut, efter utländskt mönster. Tiden efter kontinentalsystemet hade fostrat ett nytt köpmansstånd, vilket besjälades av en levande insikt om att kunskap är makt även på handelns område, men vilket på samma gång insåg att det gamla sättet för kunskapers förvärvande var för tungrott, tidsödande, kostbart och ensidigt. Behovet av allmänna handelsskolor i landet hade behjärtats av rikets ständer, vilka hos Kungl. Maj:t 1823 väckte förslag om inrättande av dylika. Regeringen infordrade bland annat Göteborgs handelssocietets mening om saken, och denna uppdrog åt en av sina ledamöter, grosshandlanden G. F. Hennig, att utarbeta ett förslag till ett handelsinstitut i Göteborg. Något understöd från regeringens sida erhöll emellertid icke detta förslag — förmodligen därför att man för detsammas förverkligande begärde statsanslag."
"Några energiska män inom Göteborgs handelssocietet togo nu saken i egen hand och realiserade Hennigs förslag. Det anses att den drivande kraften härvidlag var nämnde Hennig, som kraftigt understöddes av handelssocietetens dåvarande ordförande, den allmänt ansedde grosshandlanden Anders Georg Levgren (1788-1857) på Stora Katrinelund. G. F. Hennigs plan blev grundläggande för den nya undervisningsanstalt, som till handelns tjänst inrättades år 1826. Det var alltså en utländsk man, som omplanterade den utländska handelsskoleidén på svensk mark. G. F. Hennig var nämligen sachsare till börden och född 1786 i Marienberg. År 1812 hade han kommit hit till Göteborg, där han idkade handel och anlade Korndals spinneri och bomullsfärgeri i Mölndal. Hennig var en man med mångsidiga intressen och ända till sin död 1853 ofantligt verksam. Hans merkantila insikter, skicklighet och framsynthet ådagaläggas kanske bäst i planen för handelsinstitutet, om vilken det heter, att han sällsynt väl lyckats upptaga just de för köpmannabildningen väsentliga kunskapsgrenarna samt att det knappast finnes något ämne på ett modernt handelsinstituts schema, som ej finnes antytt i Hennigs förslag. Enligt denna plan skulle handelsinstitutet bli synnerligen väl skickat att meddela den blivande köpmannen de kunskaper och färdigheter, som deltagandet i det allmänna medborgerliga livet krävde och som särskilt erfordrades för att upprätthålla den göteborgska köpmannakårens stora traditioner."
"Det första ekonomiska stödet erhöll institutet genom en gåva på 1,000 riksdaler av förenämnde Anders Georg Levgren. Den första styrelsen bestod av Gustav Ferdinand Hennig, Anders Georg Levgren och A. F. Lindgren. Handelssocietetens kassaförvaltare, köpmannen William Gibson, skulle emellertid vara självskriven ledamot i styrelsen i alla finansiella angelägenheter." Göteborgs handelsinstitut flyttade 1915 till Viktor Rydbergsgatan 9 och denna byggnad blev senare Levgrenska skolan, efter grosshandlaren och filantropen Anders Georg Levgren, som aktivt deltog i uppbyggnaden av ett handelsinstitut 1825 och byggnaden används numera av det intilliggande Hvitfeldtska gymnasiet.

## 1830-talet, anlade färgeri, spinneri och väveri

### Rosendahls Spinneri och Färgeri i Mölndals Kvarnby
Hennig fick 15 mars 1832 tillstånd att anlägga ett färgeri vid Balholmen eller Brännåsholmen i Mölndalsån vid det färgeri, som han hade köpt redan 1819. Rörelsen som Hennig anlade utvidgades med spinneri och väveri. För detta meddelade Kommerskollegiet privilegier 1 maj 1833. Denna nya industriverksamhet, som således Gustav Ferdinand Hennig grundade 1832, fick namnet Rosendahl, Rosendahls Spinneri och Färgeri, som låg vid Mölndalsåns fall, i det som kallas Kvarnbyn. Till en början var tillverkningen vid Rosendahls Spinneri och Färgeri rätt obetydlig.
Vid mitten av 1830-talet hade Hennigs oljeslagerier större produktion än det tredje oljeslageriet i Mölndal, strax söder om Göteborg, vilket var grosshandlaren Mendel Elias Delbancos (1780-1862) oljeslageri. Delbancos oljeslageri i Mölndal, som han startade 1827, hette ursprungligen Delbancos oljeslageri och senare hette det Svenska Oljeslageriaktiebolaget (SOAB). 1828 köptes Esbjörn Schillers pappersbruk av Mendel Elias Delbanco, som istället anlade ett oljeslageri där. Delbancos son, Eduard Delbanco (1817-1896), erhöll burskap 1845 efter anställning i faderns firma M.E. Delbanco, i vilken firma han blev han delägare med tillhörande kvarnrörelse och oljeslageri i Mölndal. Därefter var han åren 1852-1882 ensam ägare.
Rosendahls Spinneri och Färgeri brann natten mellan 20 och 21 december 1837. Men färgeriet återuppbyggdes och med hjälp av nya maskiner, som Hennig köpt vid resor till England och Skottland, kunde produktionen snart avsevärt ökas.

## 1840-talet, sålde oljeslageriet till David Otto Francke
16 augusti 1841 fick Hennig Kommerskollegiets tillstånd att vid Rosendahl även anlägga fabrik för tryckning av bomullstyger, ylletyger och sidentyger. Tillverkningen vid Rosendahls Spinneri och Färgeri var mer än dubbelt så stor som vid Mariedahl år 1843.
På 1840-talet lyckades Rosendahls Spinneri och Färgeri inte hävda sig i konkurrensen med detta hastigt växande företag. Hennig sålde biskopkvarnens oljeslageri till grosshandlaren och kommunpolitikern Eduard Delbanco i början 1848.
Det andra oljeslageriet sålde Hennig på hösten samma år, 1848, till affärs- och industrimannen David Otto Francke (1825-1892). Francke var tidigt en av de mest dominerande gestalterna i Mölndal, han kallades för "Mölndalskungen".
David Otto Francke köpte Rosendahls Spinneri och Färgeri i Mölndal den 30 september 1848 av Gustav Ferdinand Hennig. Kort efter samma år eldhärjades Rosendahls färgeri. Då lät Francke på färgeriets plats uppföra ett sockerraffinaderi, som började sin verksamhet 1849. Raffinaderiet utbyggdes så att produktionen snart i Sverige bara överträffades av David Carnegie den yngre vid D. Carnegie & Co:s sockerbruk/Carnegie sockerbruk.
Ända fram till 1850 var bruket ett rent handpappersbruk som sysselsatte cirka 20 personer, därför lades driften om till maskinframställning. Ungefär samtidigt övertog David Otto Francke bruket. Han ägde dessutom spinneri och väveri samt ett sockerbruk. Allt benämndes Rosendals Fabrikers AB. Vid denna tid arbetade 266 personer på pappersbruket. Råvaran var lump och sorteringen av denna utfördes av kvinnlig arbetskraft. Bruket byggdes om flera gånger och dåtidens moderna pappersmaskiner installerades.

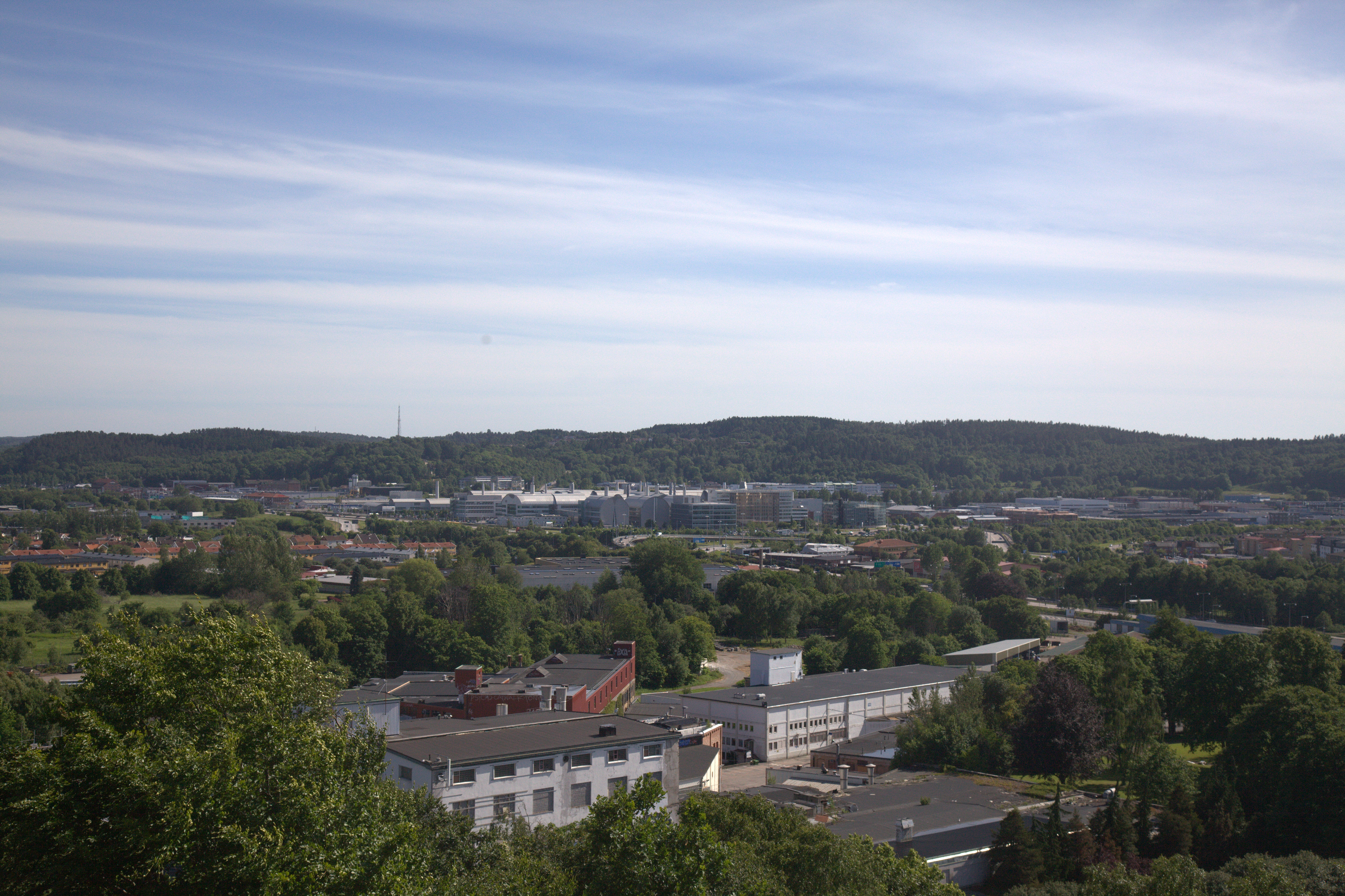
Utsikt över Papyrus pappersbruk, från Störtfjället.

David Otto Francke lät 1854 uppföra ett nytt bomullsspinneri, som togs i bruk 1856. Senare byggdes också ett bomullsväveri. 1861 köptes Mariedahls Spinneri. Då förenades det med ett väveri. Både bomullsfabriken och sockerraffinaderiet övertogs samma år av Rosendahls Fabriks AB med Francke som disponent. Bolagsordningen för fabriken fastställdes av Kungl. Maj:t 27 juni 1856 och 13 mars 1857. Verksamheten drevs i det 1856 bildade Rosendahls Fabrikers AB och delägare var industriidkaren David Otto Francke (1825-1892), grosshandlare och trävaruhandlare Edward Francke (1824-1891) och äldre bror till David Otto Francke, Josua Braune, grosshandlare och politikern Jacob Elliot (1808-1881), grosshandlare Carl Gustaf Prytz (1819-1907) och J.P. Vallentin. Samma år köpte bolaget också Korndals pappersbruk vid Mölndalsfallen. Vid övertagandet var Korndal Sveriges största pappersbruk och 1870 stod det för hälften av Sveriges pappersproduktion. Huvuddelen av detta gick på export och såldes till en början av firman Francke & Braune för att senare övertas av J.W. Wilson.
Det närbelägna Korndals pappersbruk i Mölndal inköptes kort därpå. Korndals pappersbruk hade anlagts 1763 och 100 år senare var det genom entreprenören David Otto Franckes försorg som Korndals Fabrikers AB blev Sveriges största pappersbruk, det blev först i Sverige att använda slipmassa för framställning av papper. I och med detta förenades tre stora Mölndalsindustrier i en koncern med David Otto Francke och hans bror Edward Francke bland de sex delägarna. Bolaget köpte ön Önan i Trollhättefallen år 1857. Där grundade Francke samma år den första mekaniska trämassefabriken i Skandinavien. Fabriken skulle framställa slipmassa för Korndals pappersbruk. Det första pappersbruket i Mölndal hade etablerades redan 1653. Fram till 1850 rörde det sig om ett mindre bruk med pappersframställning för hand, men efter att David Otto Francke hade tagit över verksamheten övergick man vid denna tid övergick till maskinell framställning, som tillsammans med spinneri, väveri och sockerbruk utgjorde Rosendals Fabrikers AB. Som råvara för pappret övergick man omkring 1880 från lump till trämassa och man skapade ett tekniskt avancerat pappersbruk med cirka 700 anställda. Pappersbruket gick dock i konkurs på 1890-talet, men köptes 1895 av Wallenberg, som grundade AB Papyrus.
Mariedahls bomullsspinneri i Mölndal, som Gustav Ferdinand Hennig hade grundat 1829, inköptes 1861 av David Otto Francke och 1870 inköpte Francke Götafors pappersbruk i Mölndals kvarnby i Mölndal. Bland dessa industrier var den viktigaste Korndals pappersbruk, som redan 1855 hade den största tillverkningen i Sverige. Bruket producerade 1870 nästan hälften av landets papper och hade betydande export.

### 1849, grundade Mölnlycke Väfveri AB

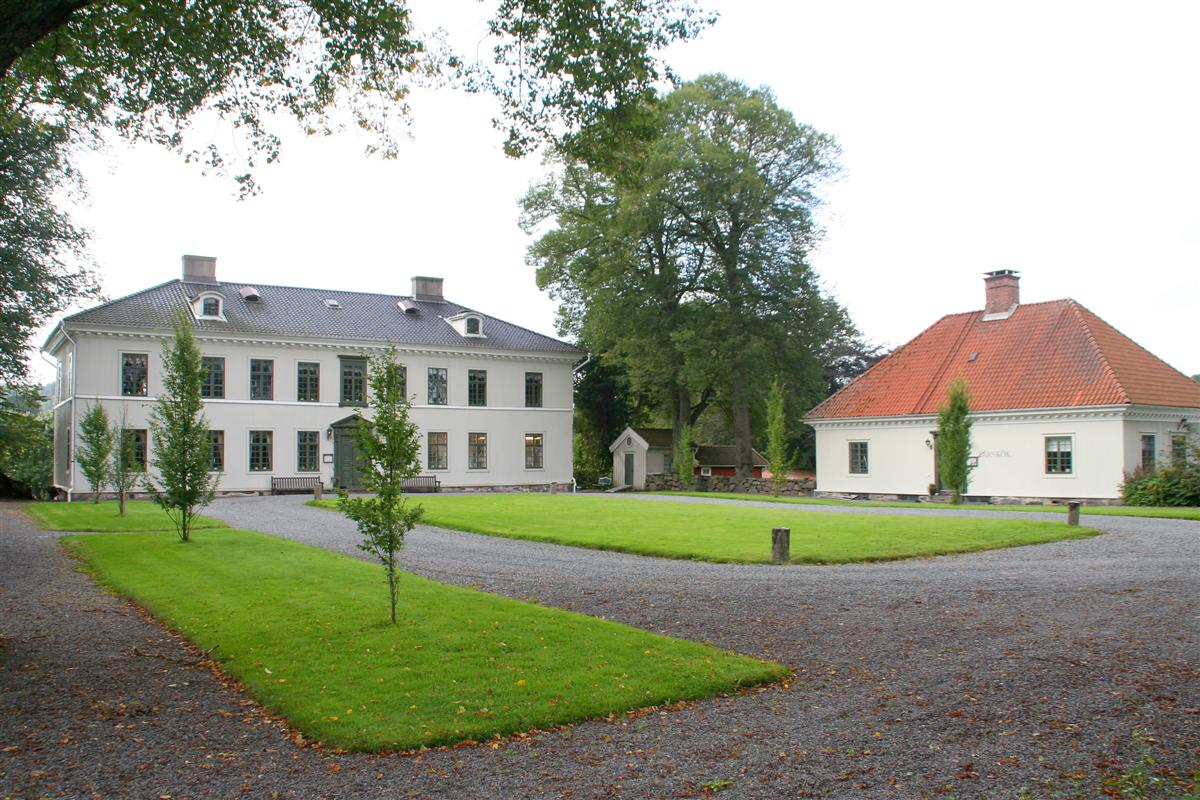
Råda säteri, huvudbyggnaden och västra flygeln, vid Rådasjön, alldeles i närheten av Mölnlycke inte långt från Göteborg. De båda flygelbyggnaderna uppfördes samtidigt med huvudbyggnaden, 1772. Den västra förstördes dock i en brand i mitten av 1800-talet. Den befintliga västra flygeln uppfördes år 1887. Råda säteri ägs sedan 1969 av nuvarande Härryda kommun. I huvudbyggnaden drivs idag restaurang.

När Gustav Ferdinand Hennig hade sålt sina fabriker i Mölndalsån 1848 avsåg han att dra sig tillbaka, men han trivdes inte med sysslolösheten och han fann snart ett nytt verksamhetsfält. År 1849 köpte han istället Råda säteri, en herrgård i Råda socken i Härryda kommun öster om Göteborg av friherrinnan Martina von Schwerin (1789-1875), som under en del av 1800-talet ägde säteriet. År 1799, när Martina von Schwerin var tio år, avled hennes far, Martin Törngren, och familjen flyttade då ut till herrgården Råda säteri. Hans andra hustru Lovisa Törngren stannade kvar på Råda, där hon hade många aktade gäster, framför allt bland sin dotters litterära vänner. Martin Törngren hade en dotter i sitt andra äktenskap. Hon fick namnet Martina och hon har blivit den mest omskrivna ägaren till Råda. Redan som 15-åring blev hon gift år 1804 med hovstallmästare Werner Gottlob von Schwerin och erhöll Råda i morgongåva. Runt herrgården fanns en romantiska vildpark och den var tänkt att väcka romantiska känslor och stämningar. I sina brev omnämner hon Råda som "mitt romantiska Råda". Hon bodde kvar på Råda till 1849, då hon sålde herrgården.

## 1850-talet, anlade väveri, spinneri och pappersbruk

### 1853, anlade bomullsspinneri, blekeri och färgeri
Hennig fick Kommerskollegiets tillstånd 16 maj 1849 att tullfritt importera maskiner för anläggning av väveri med spinneri och pappersbruk vid Mölnlycke, som lydde under Råda säteri. Vid säteriets vattenfall anlades bomullspinneri, blekeri, där pappersmassan bleks tillsammans med kemikalier, och färgeri. År 1853 stod ett väveri klart. Samma år fick han hjälp att driva fabriken av sin svärson, fabriksföreståndaren Bruno Wendel (1824-1893), "Kungen av Mölnlycke". Gustav Ferdinand Hennig ledde detta företag med bistånd både av sin systerson och sin svärson Bruno Wendel till sin död. Hennig avled strax därefter, den 2 september 1853 i en ålder av nära 67 år. Enligt bouppteckningen ägde Hennig även två stenhus i Göteborg. På sin tid var Bruno Wendel en av Sveriges rikaste personer, han var också född i Sachsen och han var verksam i Mölnlycke utanför Göteborg.

### Bruno Wendel drev Mölnlycke fabriker
Bruno Wendel drev Mölnlycke Bomullswäfveri mycket framgångsrikt från 1852 till en bit in på 1880-talet. Den mest framgångsrika produkten som fabriken tillverkade var mollskinn, som är ett kraftigt bomullstyg som främst används till arbetskläder. Detta byxtyg och Bruno Wendels sinne för affärsverksamhet lade grunden för en av Sveriges största privatförmögenheter. Genom tillverkningen av skinn och möbler grundade han sin förmögenhet i Mölnlycke fabriker. Under slutet av 1800-talet lät han bygga ett träslott, idag Wendelsbergs folkhögskola, byggnaden utgör sedan 1907 huvudbyggnaden i folkhögskolan. Det var när Wendel drog sig tillbaka från det mer aktiva affärslivet som han lät han bygga Wendelsberg som pensionärsbostad åt sig själv och hustrun Marie-Louise. Huset ritades av arkitekten på modet, Adrian C. Peterson och byggdes av hälsoskäl i trä. Wendelsberg blev en ståndsmässig villa med magnifik matsal, marmorklädda rum, tak med stuck och keruber och verandor för enskilda samtal.

## Gasbelysning och arbetarbostäder
Rosendahl blev även känt genom sådana nyheter som gasbelysning och arbetarbostäder. Journalisten och tidningsredaktören Maximilian Axelson (1823-1844), som 1861 besökte Mölndal i 
Göteborg under några dagar, beskrev att Rosendahls "nya kasern", som var "ett tvåvåningshus av sten med flera, dels "hushållslägenheter", dels ensamma boningsrum". Han berättar att rummen var skäligen rymliga och höga, men de flesta var lika mycket utsatta för rök som för köld. För ett rum och kök betalade man fem riksdaler i månaden i hyra. Ett rum utan kök kostade tre riksdaler. "En förmån vid dessa lägenheter må dock ej förbises. Den nya kasernen har, liksom den gamla, fri gasbelysning från skymningen intill klockan 10 varje afton, vilket endast i dessa båda lokaler förekommer." Vid Norra Forsåkersgatan 2E ligger Rosendalskasernen eller "nya kasern", ett flerfamiljshus, byggdes 1853 och det är Mölndals äldsta hus. "Arbetarbostaden nr 4, numera kallad Rosendahl", byggdes med 22 rum och 7 kök. Huset är mycket gediget byggt med tjocka tegelväggar och den bästa slags byggnadssten, "ett hus byggt för evigheten". Det byggdes om 1895 eller 1896 och förändrades till bostad för verkmästare och salsmästare. Huset ligger som närmaste granne till kulturreservatet och riksintresset Mölndals Kvarnby.

## Framväxandet av samhället Mölnlycke

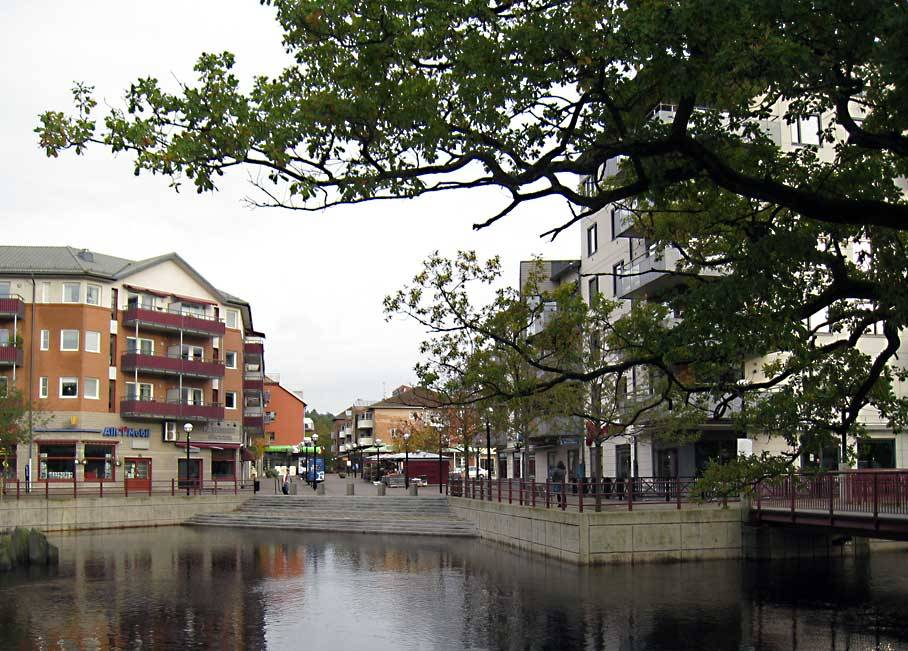
Mölnlycke centrum sett från Resecentrum.

Samhället Mölnlycke växte fram som bostäder för arbetare vid Mölnlycke fabriker, som hade grundats 1849 av Gustav Ferdinand Hennig och som sedermera blev Mölnlycke AB. Verksamheten vid Mölnlycke fabriker leddes under många år, såsom ovan nämnts, av Hennigs svärson Bruno Wendel (1824–1893), som även han var född i Sachsen. Mölnlycke tillverkade textilier och textilprodukter av olika slag ända fram till slutet av 1990-talet. Det gamla fabriksområdet har numera renoverats och blivit lokaler för ett flertal olika företag. Den slottsliknande vita trävilla som Wendel uppförde norr om fabrikerna som bostad åt sig själv inrymmer sedan 1908 Wendelsbergs folkhögskola.